# Clematis pogonandra
Clematis pogonandra är en ranunkelväxtart som beskrevs av Carl Maximowicz. Clematis pogonandra ingår i släktet klematisar, och familjen ranunkelväxter.

## Underarter
Arten delas in i följande underarter:
- C. p. alata
- C. p. pilosula